# Leen Verbist
Marleen Verbist (Antwerpen, 4 februari 1964) is een Belgische politica voor sp.a.

## Levensloop

### Jeugd en opleiding
Ze groeide op in Antwerpen en woonde vervolgens in Ekeren waar haar grootouders een café openhielden. Omstreeks haar zesde verjaardag verhuisde het gezin naar Kapellen, waar haar moeder een lingeriewinkel opende. Ze liep tot haar vijftiende school op Mater Salvatoris te Kapellen. Datzelfde jaar werd ze actief in de speelpleinwerking en schuimde ze verschillende werkingen in gans het land af. Uit deze periode stamt ook haar vriendschapsrelatie met Kris en Frank Focketyn, die ze leerde kennen in jeugdateljee Wiplala te Kapellen. Vervolgens veranderde ze van school en kwam in Instituut Stella Maris te Merksem terecht. Ze volgde er wetenschappelijke B en studeerde af in 1982. Na haar secundair onderwijs ging ze Criminologische Wetenschappen studeren aan de Katholieke Universiteit Leuven, alwaar ze afstudeerde in 1986.

### Politiek
Gedwongen door de crisis ging ze aan de slag als opvoedster. Daarnaast begon ze een opleiding informatica, die ze echter nooit afmaakte. Vervolgens ging ze aan de slag met  Brusselse werkloze jongeren, die ze leerde om computers te herstellen. Van 1990 tot 2001 was ze directeur van het opleidings- en tewerkstellingscentrum ATEC/ATEL. Van 2002 tot 2005 was ze directeur van de dienst Werkgelegenheid en Arbeidsmarkt van de stad Antwerpen.  Als directeur van de dienst Werkgelegenheid valt ze op, ook al omdat ze kritische vragen formuleert naar het stadsbestuur. In 2005 werd ze kabinetsexpert bij schepen Robert Voorhamme en bouwt zo ook politieke expertise op.
Patrick Janssens bood haar in 2006 een tweede plaats op de sp.a-kieslijst aan, en na de verkiezingen een schepenmandaat.  Sinds de oprichting in 2008 is ze ook voorzitter van de gefuseerde sociale woningmaatschappij Woonhaven die 17.738 sociale huurwoningen beheert. Eind 2008 kreeg haar beslissing om teneinde de sociale mix in een aantal sociale woningcomplexen te verbeteren, een beperkt aantal werkenden voorrang te geven bij de toewijzing van een sociale woning, heel wat persaandacht.
Als schepen van jeugd is ze ook betrokken bij het zoeken naar een oplossing voor het probleem van het tekort aan kinderopvang in de stad. Op dinsdag 23 juni 2009 zongen 30 kinderen én volwassenen volledig vrijwillig kinderliedjes in, die gratis te downloaden zijn en waarvan alle Antwerpse kinderopvanginitiatieven er één cadeau kregen. Onder haar beleid Dankzij haar innoverend jeugdbeleid (zoals meer inspraak voor jongeren) werd Antwerpen in 2011 verkozen tot Europese Jongerenhoofdstad. Eind 2011 volgde zij Monica De Coninck op als voorzitster van het OCMW Antwerpen en werd zij tevens schepen van Sociale Zaken, Diversiteit en Loketten. Over deze voordracht ontstond nog even commotie toen Filip De Winter van het Vlaams Belang verklaarde dat de aanstelling tot OCMW-voorzitster niet in de gemeenteraad aan bod was gekomen. In 2011 cumuleerde ze 18 mandaten, waarvan negen bezoldigde.
Bij de lokale verkiezingen van 2012 stond ze op de vierde plaats op de stadslijst (CD&V-sp.a) voor de stad Antwerpen en was ze lijstduwer van de kartellijst sp.a-Groen in het district Merksem. Op de stadslijst behaalde ze 2411 voorkeurstemmen en voor de districtsraad kreeg ze er 311. Ze werd in beide bestuursorganen verkozen.